# Presenza (periodico)
Presenza è una rivista bimestrale dell'Università Cattolica del Sacro Cuore.

## Storia
La rivista è stata fondata nel 1969 a Milano. Attualmente questo magazine viene realizzato in collaborazione con la scuola di giornalismo dell'ateneo (ALMED).

## Caratteristiche
Questa rivista è l'house organ dell'Ateneo e si propone di approfondire temi di attualità e le ultime novità dell'ateneo. La rivista è suddivisa in due blocchi principali. Nella prima parte, servizi e approfondimenti di attualità; nella seconda parte, spazio dedicato alle notizie dalle sedi dell'Ateneo (Milano, Brescia, Piacenza-Cremona, Roma e Campobasso). La rivista viene distribuita gratuitamente a docenti, studenti, laureati e opinion maker a livello nazionale.